# 强姓
強姓是中國的姓氏之一，在《百家姓》中排名第136位。

## 起源
- 強氏是出自春秋時的鄭國大夫強坦的後代。

## 地望分佈
- 甘肅省天水縣附近。
- 安徽省宣城縣附近。
- 陕西省子长县附近。

## 延伸阅读
[在维基数据编辑]
 《百家姓》
 《欽定古今圖書集成·明倫彙編·氏族典·強姓部》，出自陈梦雷《古今圖書集成》